# نقطة التكافؤ

Titolazione

نقطة التكافؤ هي النقطة التي يكون عندها حجم المحلول القياسي المضاف مكافئا كيميائيا لكمية المادة المجهولة ويمكن تحديد نقطة التكافؤ بواسطة إضافة دليل يتغير لونه عند هذه ألنقطه.
هي النقطة التي ينعدم فيها كل من المتفاعلين ولا نعني بذلك الاختفاء الكلى للشوارد ولكن هذا يقتصر فقط على الشوارد المتفاعلة حيث تكون ناقلية المحلول في أدنى قيمة لها لعدم وجود كمية معتبرة من الشوارد.
نقطة التكافؤ : هي نقطة يتساوى فيها عدد مولات الحمض مع مولات القاعدة وتكون نقطة التعادل هي نقطة التكافؤ في تفاعلات أحماض قوية مع قواعد قوية فقط عند معايرة حمض قوي مثل حمض الهيدروكلوريك مع قاعدة قوية مثل هيدروكسيد الصوديوم فإنه عند نقطة التكافؤ يكون المحلول متــعادلا لأن كلا من الأيونات الموجودة في محلول الملح لا تتميأ . 	

## طرق لتحديد نقطة التكافؤ
طرق مختلفة لتحديد نقطة التكافؤ ما يلي:
- مؤشر الأس الهيدروجيني: هو المادة التي يتغير لونها استجابة للتغيير الكيميائي. المشعر الحمضي القاعدي (على سبيل المثال، الفينول فثالين) يتغير لونه اعتمادا على درجة الحموضة. مشعر الأكسدة والاختزال
- الموصلية: إن الموصلية للمحلول تعتمد على الأيونات التي تكون موجودة فيه. خلال العديد من المعايرة، يتغير التوصيل بشكل كبير. (على سبيل المثال، أثناء معايرة حمض قاعدة، H3O+ وOH−